# Конн, Диди
Диди Конн (англ. Didi Conn; род. 13 июля 1951) — американская актриса. 
Родилась в Бруклине, Нью-Йорк, и получила первую известность благодаря роли в недолго просуществовавшем ситкоме NBC «Практика» (1976-77). В 1977 году Конн сыграла главную роль в провальной романтической комедии «Ты осветила жизнь мою», что привело её к роли второго плана в фильмах «Бриолин» (1978) и «Бриолин 2» (1982).
Конн снялась в ситкоме ABC «Бенсон» (1981-84) и детском шоу PBS Shining Time Station (1989-93), после успеха с ролью в «Бриолине». Также она появилась в сериалах «Лодка любви», «Отель», «Кегни и Лейси», «Закон Лос-Анджелеса» и «Закон и порядок: Специальный корпус». С 1982 года она замужем за композитором Дэвидом Широм, у них есть ребёнок, больной аутизмом.